# ثرابسانون (إراكليون)
ثرابسانون (Θραψανόν) هي مدينة ومقر لكومونة بنفس الاسم في بلدية مينوا بيديادوس في مقاطعة هيراكليون في كريت. كانت تنتمي في السابق إلى محافظة بيديادوس. تقع على بعد حوالي 30 كيلومترا جنوب شرق هيراكليون. ثرابسانو هي مركز صناعة الفخار في جزيرة كريت وواحدة من مركزين أو ثلاثة في اليونان، ومعظم السكان من الخزافين الذين توارثوا المهنة ويعلمونها لأطفالهم. يعمل سكان ترابساني أيضًا في الزراعة (الكروم والزيتون) وأيضا في تربية الحيوانات.
يبلغ عدد سكان كومونة ثرابسانو 1,261 نسمة وفقًا لتعداد عام 2011.

## البيانات التاريخية
وفقًا لإحدى الروايات، أتى اسم القرية من ثرابسالا، وهي أجزاء الأواني المكسورة التي تكثر حول الأفران.α كما كان اسمها خلال العهد التركي هو تزومليكتزي كيوي (أو قرية الخزافين)، مع 206 نقشًا. 
أقدم مرجع مكتوب عن القرية موجود في وثائق من أرشيفات دوقية كاندية باسم ترابسيانو وثرابسيانو عام 1379. 
في التعداد الفينيسي لكاستروفلاكاس يشار إليها باسم ترابسانو ويبلغ عدد سكانها 468 نسمة.
في تعداد عام 1881 تم ذكرها باسمها الحالي وتم وضعها ضمن بلدية كاستيلي. كان عدد سكانها 854 مسيحيا. فيما بعد كتب أيضًا بالمذكر: ثرابسانوس (في 1920) ، وكذلك بالعام البسيط (ثرابسانون).

## البنية التحتية والمعالم السياحية

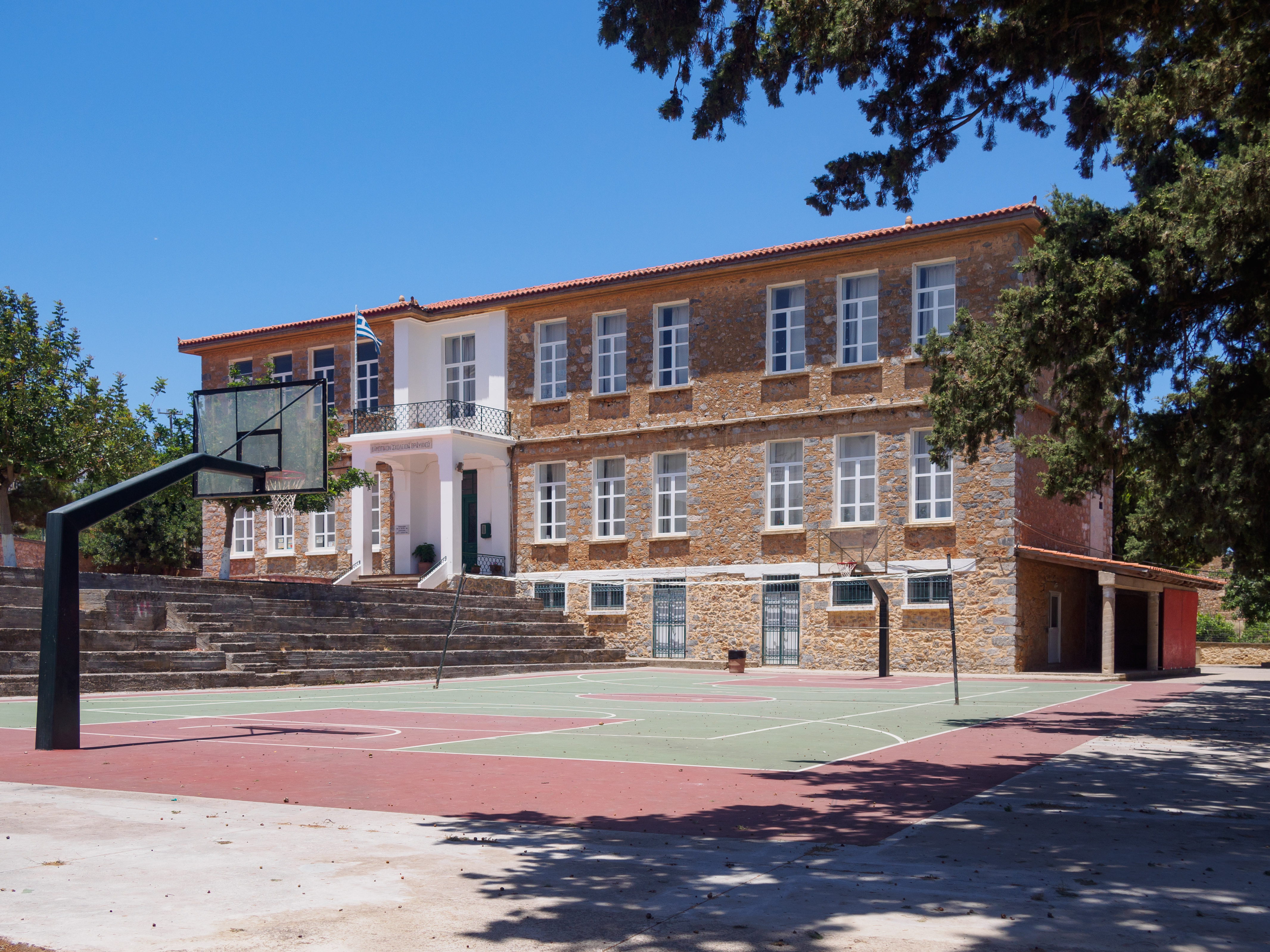
مدرسة ثرابسانوس الابتدائية

تأسست مدرستها الابتدائية في عام 1870، وتعتبر واحدة من أقدم المدارس في محافظة هيراكليون. 
يوجد في ثرابسانو أيضا روضة أطفال وصالة ألعاب رياضية، ومكتب طبيب إقليمي، وجمعية تعاونية للزهور.
يوجد ما مجموعه 13 كنيسة.